# Chivilcoy
Pour les articles homonymes, voir Chivilcoy (homonymie).
Chivilcoy est une localité argentine située dans le partido de Chivilcoy, province de Buenos Aires.

## Démographie
La localité comptait quelque 60 000 habitants en 2001 selon l'Indec.

## Histoire
La ville fut fondée en 1854, sous le régime de l’État de Buenos Aires, et se trouve à environ 150 km (à vol d’oiseau) à l’ouest-sud-ouest de la capitale Buenos Aires. Le fait que de nombreux immigrés italiens vinrent s’y établir explique que les habitants actuels de la ville portent quasiment tous des patronymes d’origine italienne.
L’écrivain argentin Julio Cortázar y vécut et travailla de 1939 à 1944 ; il fut notamment professeur d’espagnol dans un établissement scolaire de la ville.
En 2003, la ville a entamé une lente reprise démographique, et des travaux ont commencé à s'y dérouler après 10 ans. Les places publiques et les parcs ont été réaménagés, et de nouveaux espaces verts ont été construits. Le pavage a été étendu dans les zones consolidées. Les travaux de réaménagement de la gare routière (mentionnés ci-dessus) ont commencé. Grâce au plan national de logement, Chivilcoy a obtenu environ 450 unités. Vers 2004, les premiers travaux de construction du deuxième périphérique, prévu en huit étapes, ont été mis en adjudication. À l'heure actuelle, les travaux ont été réalisés dans leur intégralité. Grâce à ces travaux, le pavage et l'éclairage des avenues qui constituent le deuxième périphérique de la ville ont été réalisés, avec des boulevards de séparation paysagers.
En 2007, la capacité de la station d'épuration a été augmentée et un nouveau collecteur d'eaux usées a été construit, qui s'étend jusqu'au secteur sud de la ville, atteignant ainsi sa pleine capacité de service (lors de l'agrandissement de la station d'épuration, qui se trouve dans le prolongement de l'avenue Hijas de San José, un spécimen fossile d'un glyptodon, un mammifère cuirassé qui habitait cette région à l'époque du Pléistocène, a été découvert).

## Géographie
Localité créée ex nihilo et entièrement planifiée, elle est constituée de voies se croisant perpendiculairement et déterminant ainsi un ensemble d’îlots bâtis et de parcs de forme carrée, et ne comprend qu’une unique voie diagonale, dans l’ouest de l’agglomération.
Chivilcoy a été jumelée avec les villes italiennes de Menfi et Bogliasco.

## Culture

### Armoiries
Les armoiries de la ville de Chivilcoy, qui symbolisent le centre de la ville, sont constitués de trois quartiers formés par l'agencement d'une perle qui correspond par coïncidence à la dernière lettre du nom dont la couleur héraldique est également la perle. Deux couleurs prédominent : le vert et le bleu.
Le premier représente la plaine pampéenne, le quart droit est traversé par le río Salado, qui servait de retenue aux indigènes au milieu du XIe siècle, où ont également été placés trois épis de blé, symbole de la richesse des terres de Chivilcoy. Sur l'autre quart, sur fond vert, se trouve une pelle, symbole de la fondation. Dans le quart de fond bleu (supérieur), une torche stylisée a été placée, représentant les lumières de l'intelligence et de l'esprit créatif, liées au livre qui éclaire le chemin de l'étude.
En 2008, un drapeau pour la ville a également été créé. Cette initiative vient d'élèves des écoles secondaires.

## Personnalités liées à la commune
- Florencio Randazzo, homme politique argentin.
- Julio Cortázar, écrivain, séjourna à Chivilcoy.

## Religion
| Archidiocèse | Mercedes-Luján                                                                                  |
| ------------ | ----------------------------------------------------------------------------------------------- |
| Paroisse     | Cristo Obrero, Nuestra Señora del Carmen, San Cayetano, Santísima Eucaristía, San Pedro Apóstol |